# 万寿台創作社
万寿台創作社（만수대 창작사 マンスデそうさくしゃ）は、朝鮮民主主義人民共和国平壌市平川区域（復興駅前）に社屋・アトリエを構える美術制作会社である。1959年に設立された。

## 概要
朝鮮画、油絵、壁画、陶磁器などの美術品を制作する芸術家集団である。平壌市にある主体思想塔や金日成銅像、金正日銅像などの万寿台大記念碑を設計、制作したのもこの創作社である。近年はサンドアートにも取り組む。
社名は革命の象徴となっている平壌直轄市内の丘・万寿台にちなむ。海外事業部門として万寿台海外開発会社がある。アトリエは外国人観光客も見学可能であり、下記の写真はその際に撮影されたものである。
2016年9月に北朝鮮が実施した核実験に対して国際連合安全保障理事会は決議2321を採択し、銅像の輸出が禁じられた。2017年7月のミサイル実験に対しては決議2371が採択され、外貨獲得を封じるため万寿台創作社の海外事業部門である万寿台海外開発会社を含む4団体が制裁の対象となった。しかし万寿台創作社は偽装会社を使うなどして引き続き外貨獲得を狙っているとされる。

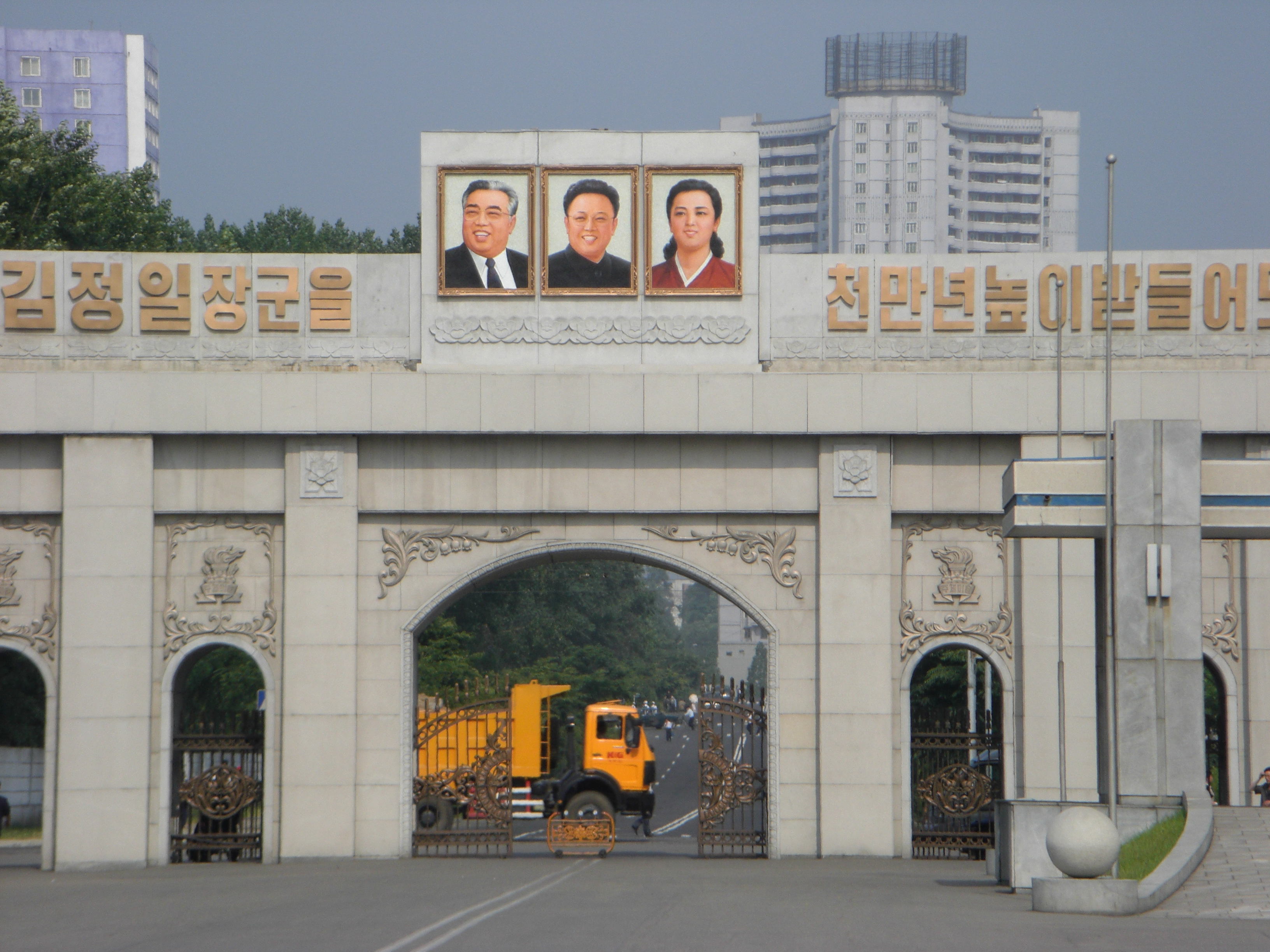
正門
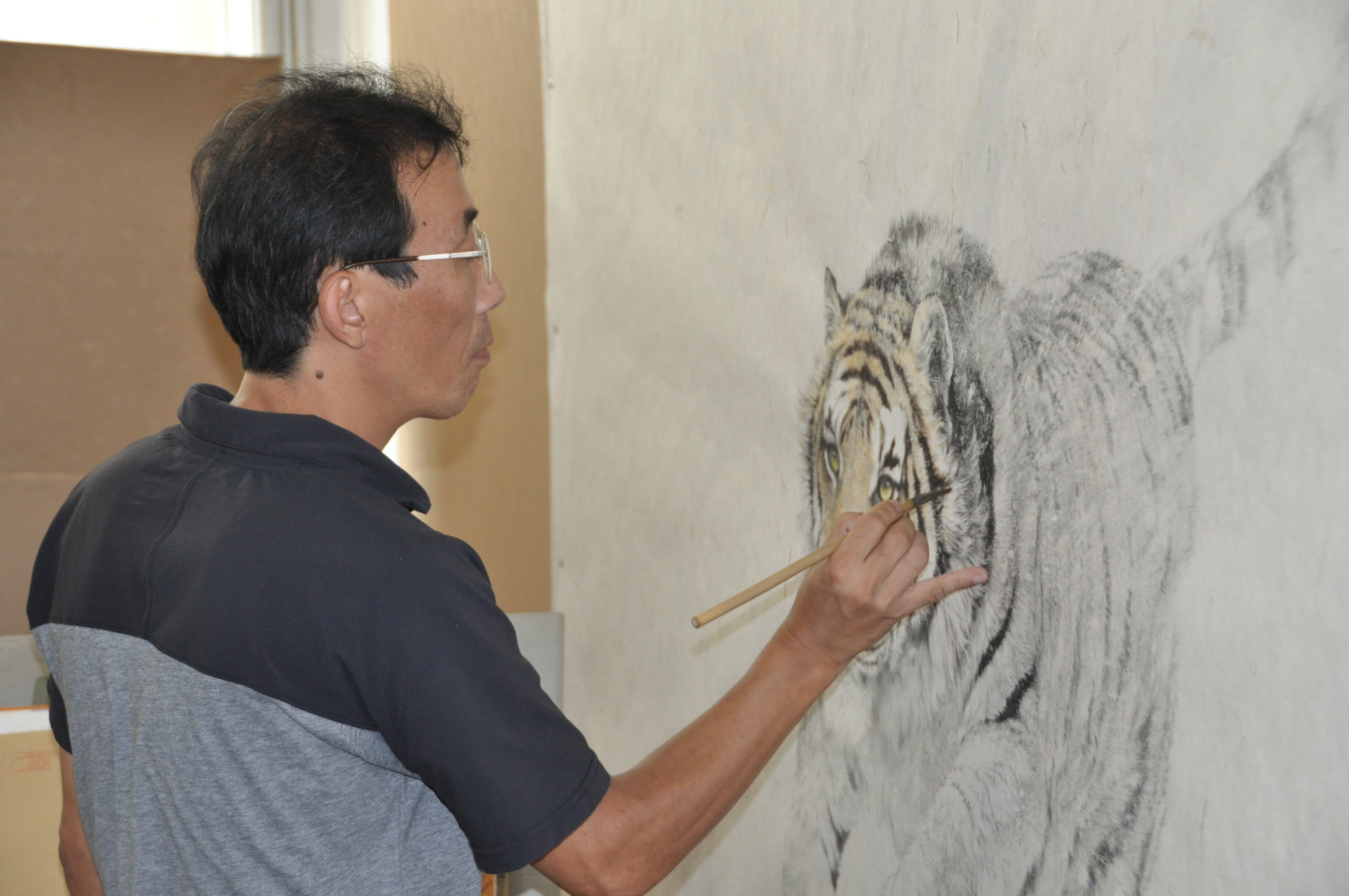
描画中の画家
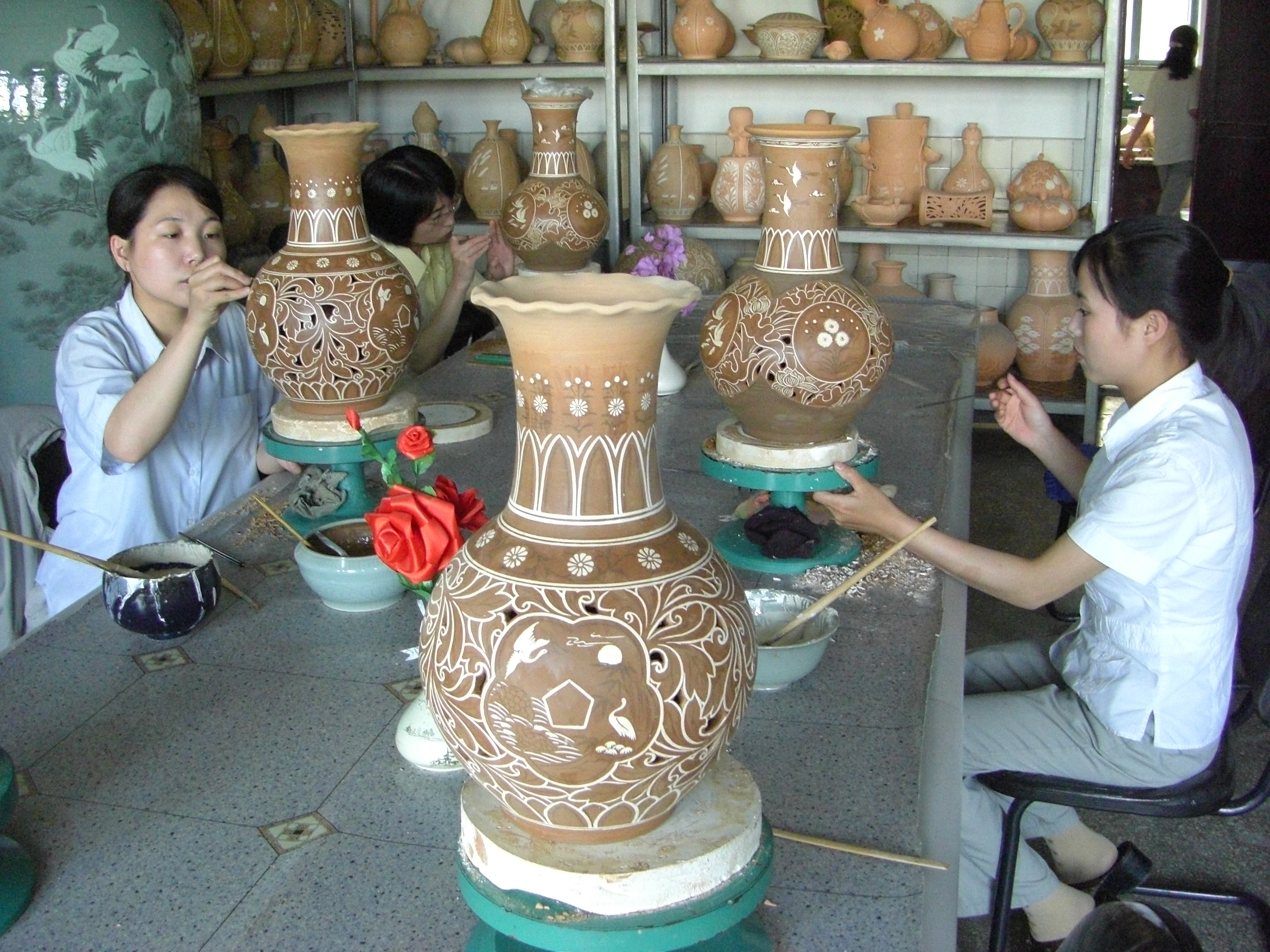
陶磁器絵付け作業中の絵師
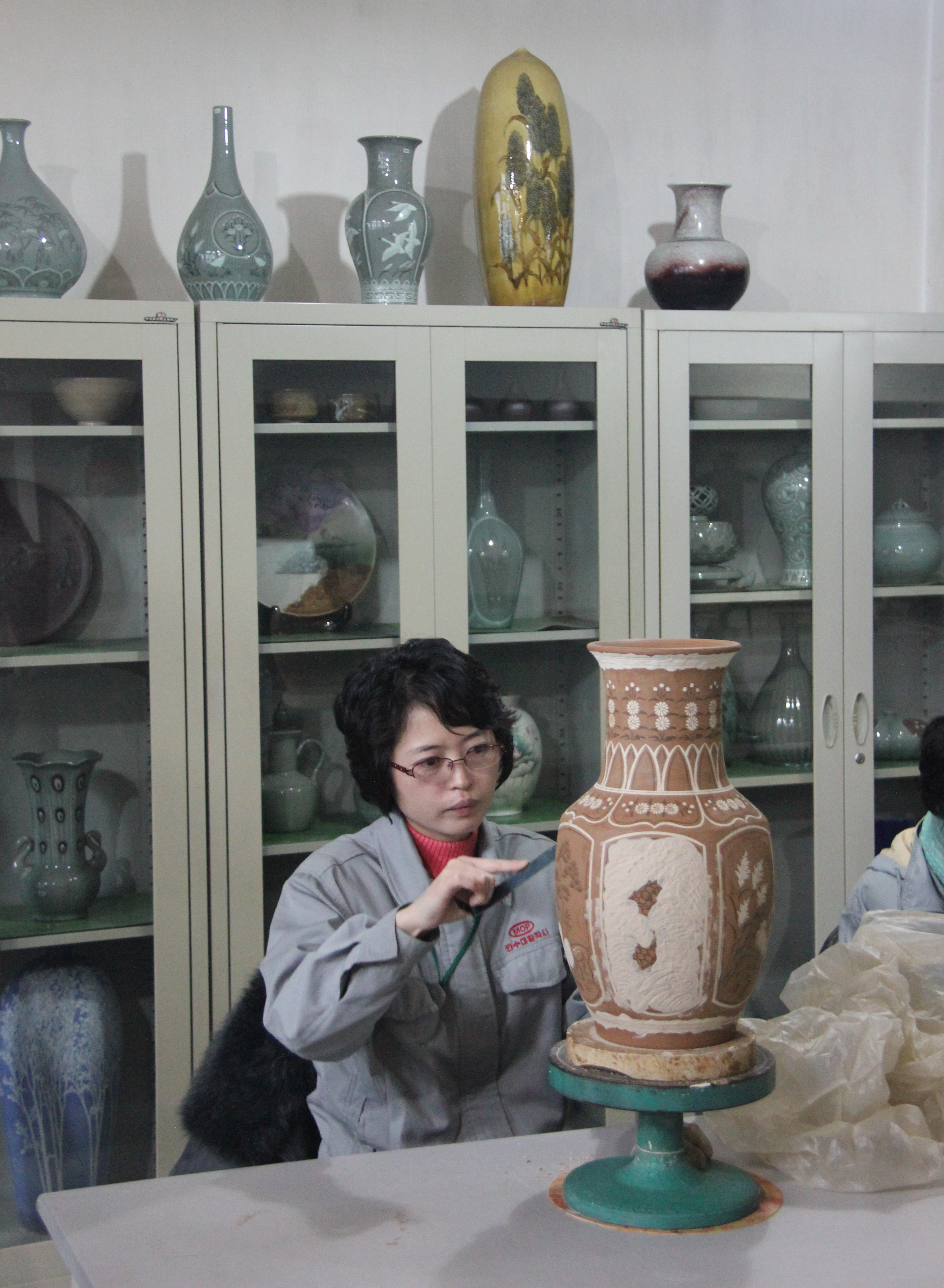
陶磁器制作作業
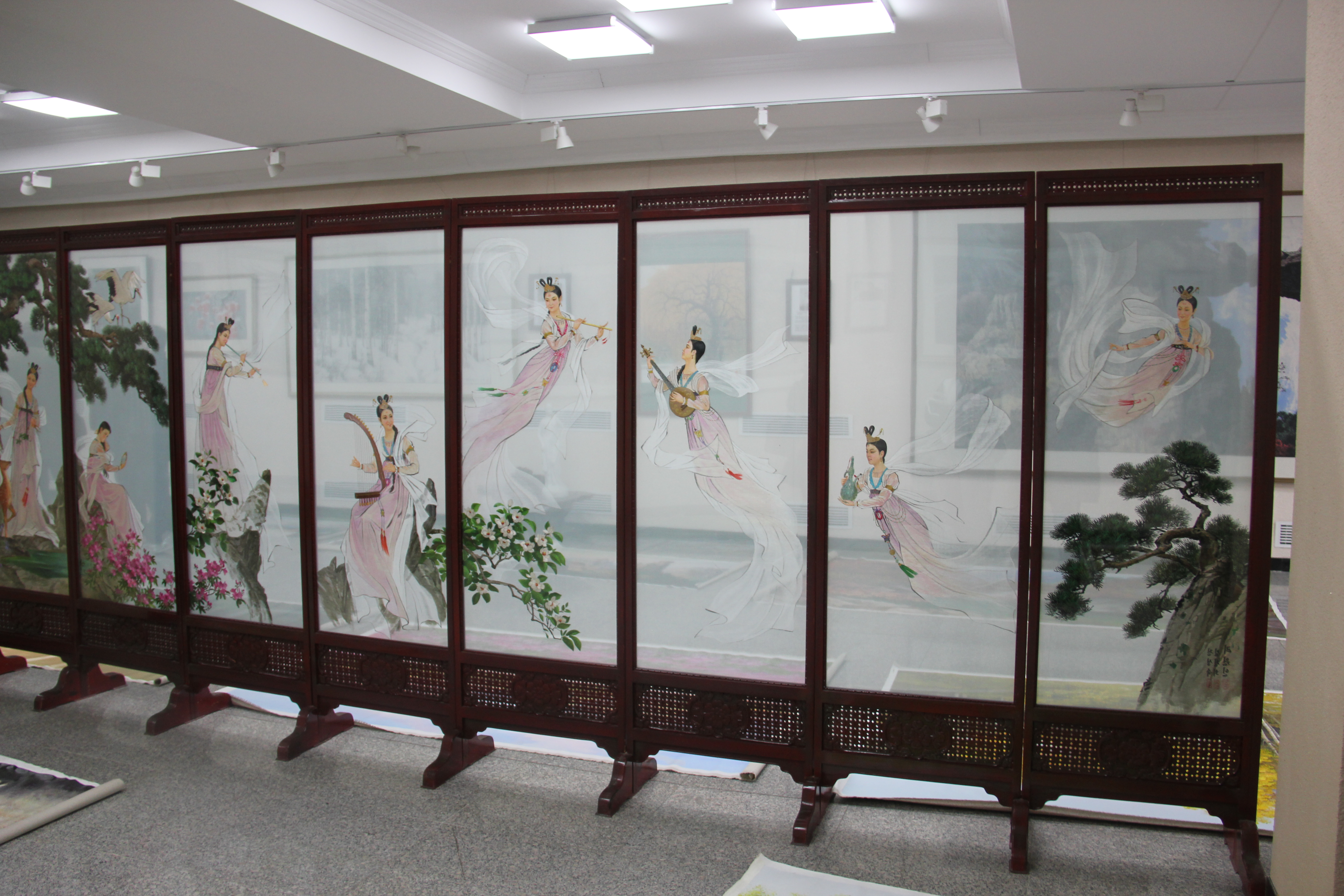
衝立
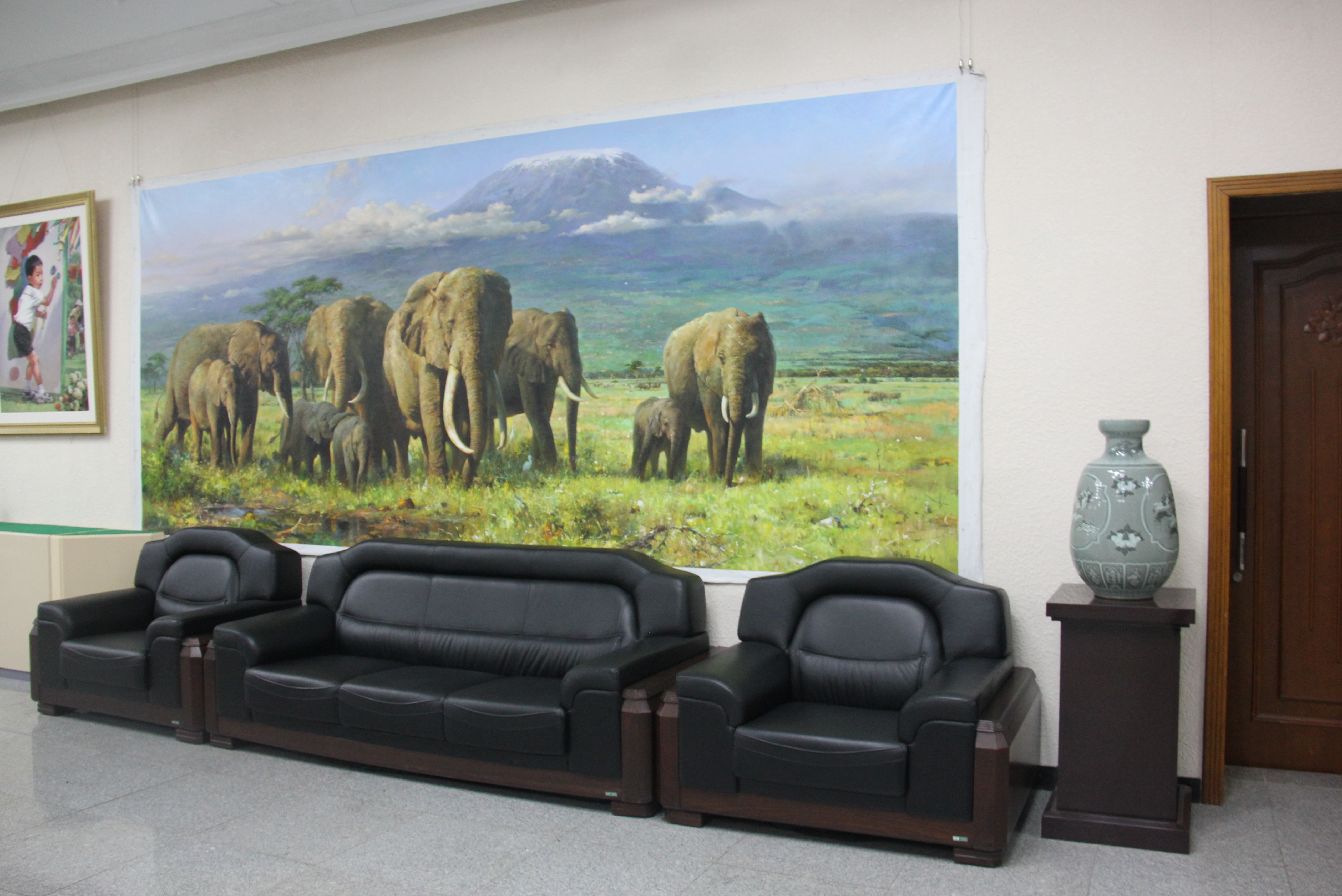
絵画

## 主な作品

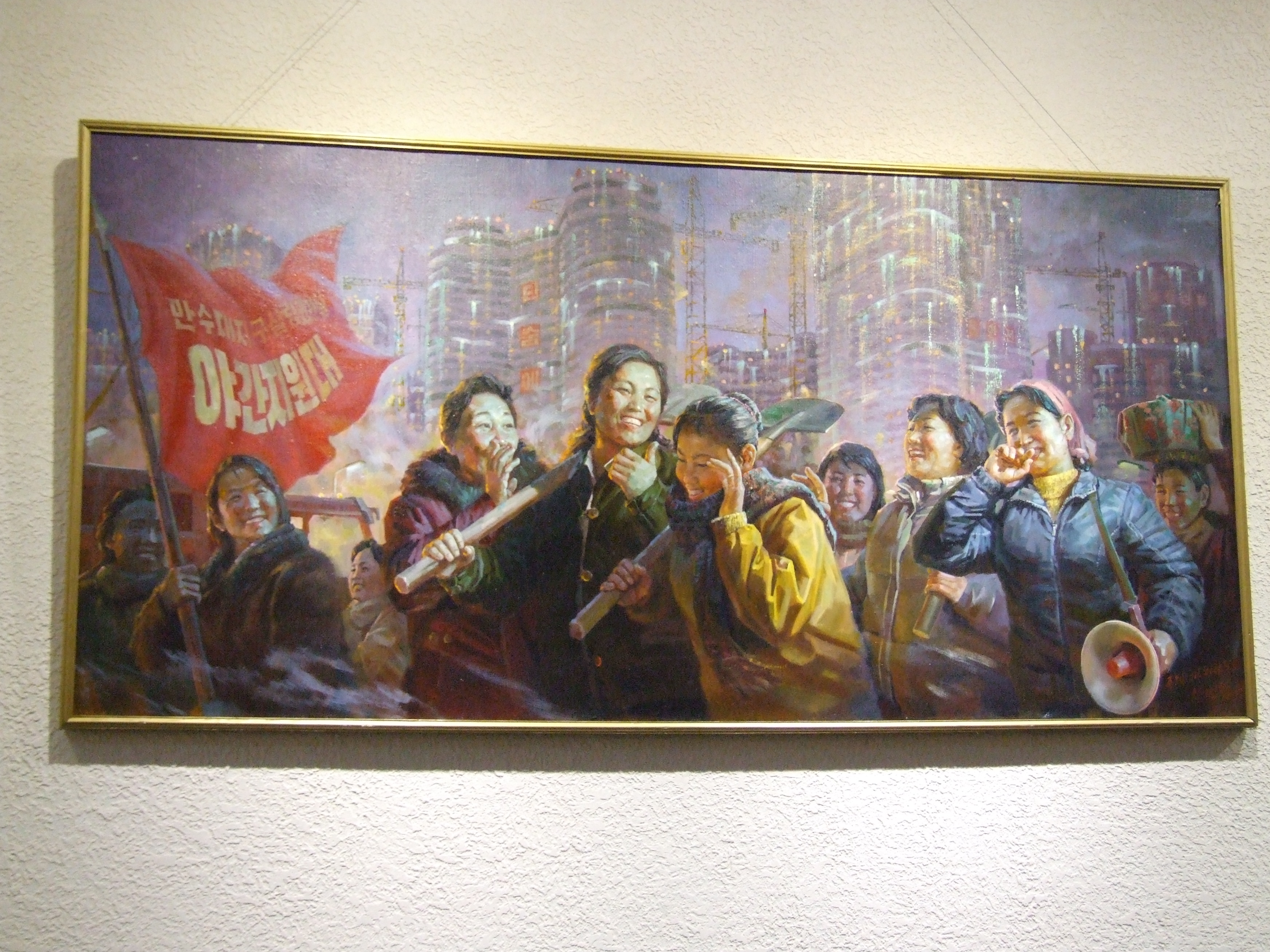
勤労者を描いた絵画
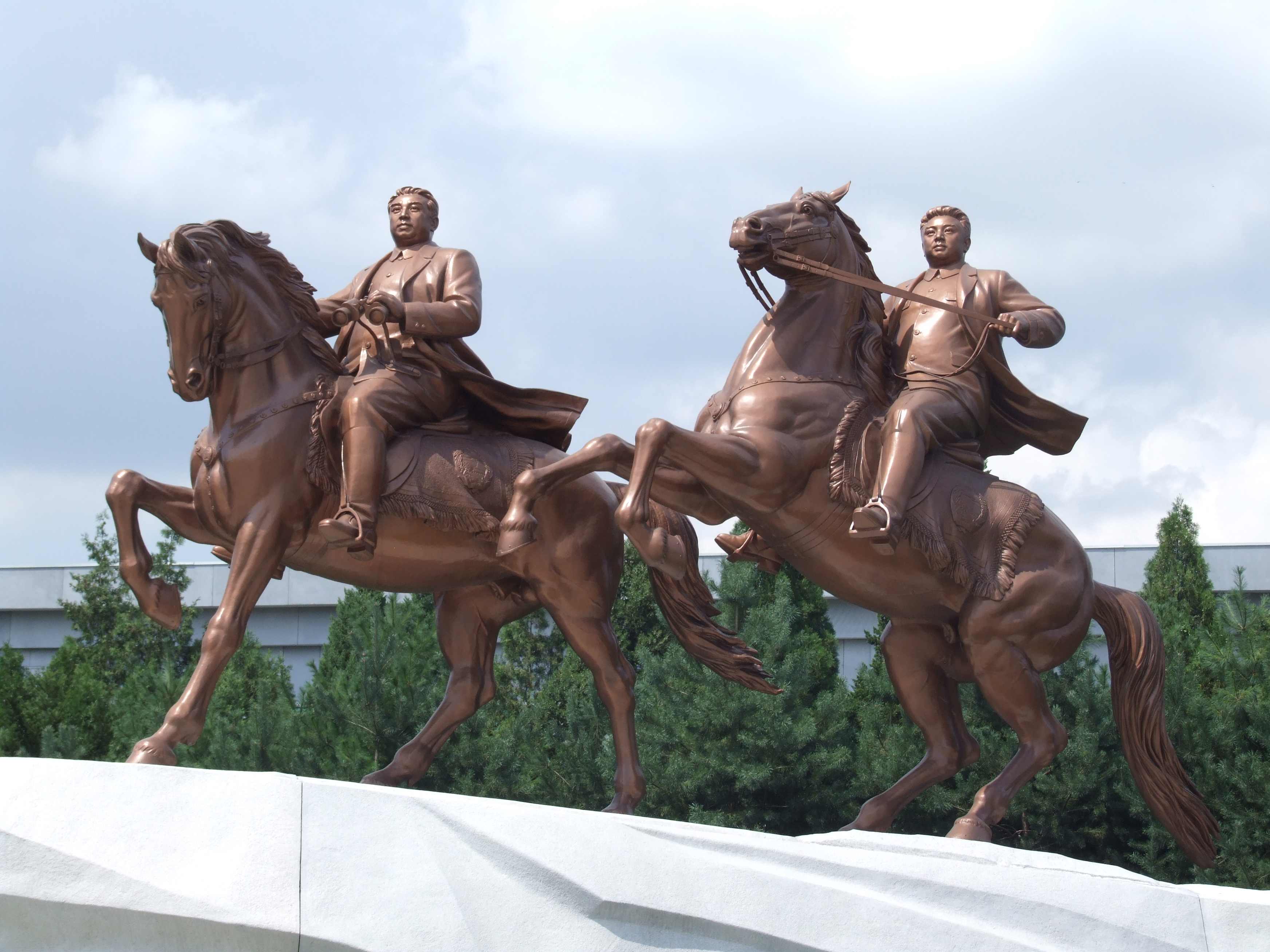
馬上の金日成、金正日像
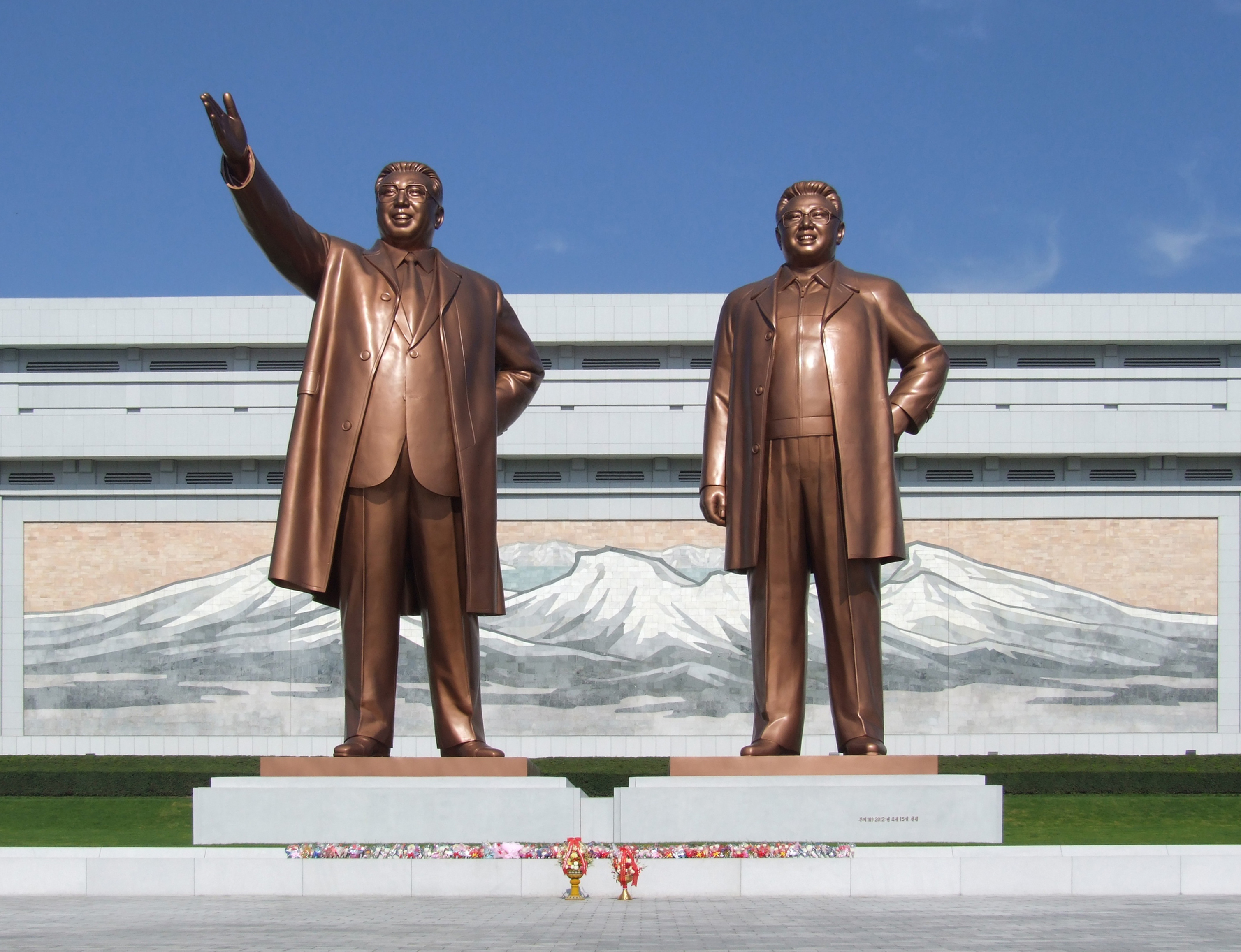
金日成、金正日の立像

## 万寿台創作社美術館（北京）
中国の北京には世界で唯一となる万寿台創作社美術館があり、館内では作品の展示を中心に絵画などの販売もしている。入館料は無料。